# Tjup
Der Tjup (kirgisisch Түп Tüp; russisch Тюп) ist ein Zufluss des Yssykköl-Sees in Kirgisistan (Zentralasien).
Der Tjup entspringt an der Nordflanke des östlichen Terskej-Alataus. Er fließt die ersten 40 km in nördlicher Richtung durch die nordöstlichen Ausläufer des Gebirges. Anschließend wendet er sich nach Westen. Dabei durchbricht er die Nahtstelle zwischen Terskej-Alatau im Süden und Kungej-Alatau im Norden. Die Fernstraße A362 führt dort streckenweise entlang dem Flusslauf. Der Tjup durchfließt die Tiefebene im Nordosten des Yssykköl und passiert den Ort Toktojan. Schließlich fließt er nördlich an der gleichnamigen Stadt Tüp vorbei und mündet kurz darauf in das nordöstliche Ende des Yssykköl. Der Tjup hat eine Länge von 120 km. Das Einzugsgebiet umfasst 1180 km². Der mittlere Abfluss beträgt 10,6 m³/s.